# Gnomidolon ornaticolle
Gnomidolon ornaticolle là một loài bọ cánh cứng trong họ Cerambycidae.